# Échec à la brigade criminelle
Série
Le Diabolique Docteur Mabuse
(1960)
Pour plus de détails, voir Fiche technique et Distribution.
Échec à la brigade criminelle (Das Testament des Dr. Mabuse) est un film ouest-allemand de Werner Klingler sorti en 1962. Il fait suite au Diabolique Docteur Mabuse.

## Synopsis
La police enquête sur une étrange affaire de crimes. Ceux-ci ressemblent étonnamment à ceux commis quelques années plus tôt par le Docteur Mabuse. Or celui-ci est enfermé dans un asile dirigé par le Dr Pohland. Lohmann, qui dirige l'enquête, tente de démasquer le cerveau et l'investigateur de ces crimes avec l'aide de Jonny Briggs.

## Fiche technique
- Titre original : Das Testament des Dr. Mabuse
- Réalisation : Werner Klingler
- Scénario : Ladislas Fodor et R.A. Stemmle d'après une idée de Thea von Harbou
- Directeur de la photographie : Albert Benitz
- Montage : Walter Wischniewsky
- Musique : Raimund Rosenberger
- Costumes : Vera Mügge
- Production : Artur Brauner et Peter Riethof (Version anglaise)
- Genre : Film Policier, Film d'horreur
- Pays :  Allemagne de l'Ouest
- Durée : 88 minutes (1 h 28)
- Date de sortie :
  - Allemagne de l'Ouest : 7 septembre 1962 (Première)
  - France : 10 mai 1965

## Distribution
- Gert Fröbe (VF : André Valmy) : Commissaire Lohmann
- Senta Berger : Nelly
- Helmut Schmid (VF : Henry Djanik) : Jonny Briggs
- Walter Rilla (VF : Gérard Férat) : Dr Pohland
- Charles Régnier : Mortimer
- Wolfgang Preiss (VF : Jacques Dacqmine) : Dr Mabuse
- Harald Juhnke (VF : Guy Piérauld) : Krüger
- Leon Askin (VF : Jacques Dynam) : Flocke
- Ann Savo (VF : Michèle Bardollet) : Wackel-Heidi
- Zeev Berlinsky : Gulliver
- Albert Bessler : Joe
- Arthur Schilsky : Toni
- Claus Tinney : Jack
- Alain Dijon : Rolf
- Alon D'Armand : Franky
- Rolf Eden : Eddi